# 프랑수아 다미앵
프랑수아 다미앵(François Damiens, 1973년 1월 17일 ~ )은 벨기에의 배우이다.

## 출연 작품
- 어쩌다 아스널 (2019)
- 저스트 투 비 슈어 (2017)
- 리틀 스피루 (2017)
- 더 댄서 (2016)
- 뉴스 프롬 플래닛 마스 (2016)
- 더 쥬스 (2015)
- 나의 딸, 나의 누나 (2015)
- 이웃집에 신이 산다 (2015)
- 미라클 벨리에 (2014)
- 플레잉 데드 (2013)
- 팁 탑 (2013)
- 수잔 (2013)
- 가르 드 노르 (2013)
- 탱고 위드 미 (2012)
- 할리데이 바이 더 씨 (2011)
- 경계선 (2011)
- 랍비의 고양이 (2011)
- 시작은 키스! (2011)
- 하트브레이커 (2010)
- 월버그 가족 (2009)
- 꼬마 니콜라 (2009)
- 15살 반 (2008)
- 장 클로드 반담 (2008)
- 팀퍼틸 아이들 (2008)
- 카우-보이 (2007)
- 서프라이즈 (2007)
- 택시 4 (2007)
- 딕케넥 (2006)
- OSS 117 : 카이로 - 스파이의 둥지 (2006)